# Maxillaria deniseae
Maxillaria deniseae är en orkidéart som beskrevs av Benjamin Collantes och Eric Alston Christenson. Maxillaria deniseae ingår i släktet Maxillaria och familjen orkidéer.
Artens utbredningsområde är Peru. Inga underarter finns listade i Catalogue of Life.